# Moškanjci
Ne zamenjujte z naseljem: Moščanci
Moškanjci so naselje v Občini Gorišnica.